# Thomas H. Althoff
Thomas H. Althoff (* 1953 in Wuppertal) ist ein deutscher Hotelier und Gründer der gleichnamigen Hotelkette.

## Werdegang
Thomas Althoff wuchs in Wuppertal auf, wo seine Eltern ein Einrichtungsgeschäft führten. Nach einer kaufmännischen Lehre in einer Brauerei pachtete er mit Anfang zwanzig sein erstes Hotel in Aachen. Kurz darauf übernahm er im Schwarzwald ein größeres Hotel. 1984 eröffnete er mit seiner Frau das Hotel Regent International in Köln.
1992 eröffnete Althoff das Schlosshotel Lerbach in Bergisch Gladbach. 1997 kam Schloss Bensberg hinzu. Inzwischen gehören zu den Althoff Hotels weitere Häuser in vier Ländern. Im Mai 2020 übergab  Althoff die operative Unternehmensführung und wurde Chairman of the Board; er blieb Mehrheitsgesellschafter.
Thomas Althoff lebt in Köln, ist verheiratet und Vater eines 1995 geborenen Sohns.

## Auszeichnungen
- 1995: Hotelier des Jahres von AHGZ[4]
- 2019: Für sein Lebenswerk von Fine Food Days Cologne[5]
- 2024: Für sein Lebenswerk im Falstaff Hotel Guide 2024[1]